# Örsättersfabriken
Örsättersfabriken är en tillverkningsanläggning för mekanisk verkstadsindustri vid Stora Örsätter strax norr om Åtvidabergs samhälle, som uppfördes av Facit AB 1966–1968. Den blev produktionsklar hösten 1968 och var då företagets modernaste fabrik. Fabriken byggdes på mark, som kommunen köpt av Baroniet Adelswärd och överlåtit till Facit. 
Facits dominerande ägare och vd under åren 1957–1970, Gunnar Ericsson, och Facits övriga ledning var fortfarande vid mitten av 1960-talet optimistisk inför framtiden. Avsättningen av kontorsmaskiner hade de senaste tio åren ökat kraftigt, med en årlig genomsnittlig volymökning på omkring 12 procent. Den förväntade framtida växande produktionen krävde nya fabrikslokaler för Facit, inte minst i Åtvidaberg. Den uppskattade produktionsvolymen av kalkylmaskiner år 1969 bedömdes behöva fabriksutrymmen på omkring 40 000 m² mot då tillgängliga 28 000 m². Två alternativ förelåg: antingen fortsatt utbyggnad på befintligt industriområde inne i samhället allt efter behov, eller uppförande av en helt ny fabrik utanför samhället. Med tanke på den skärpta konkurrensen inom branschen och det höga kostnadsläget i Sverige, valdes nybyggnadsalternativet, med möjlighet att planera en rationell produktionsanläggning. 
Örsättersfabriken, som var Facits flaggskepp, var klar för inflyttning våren 1968. Anläggningen omfattade 45 000 m². Projektet var omfattande: 20 kilometer tryckluftrör hade monterats, liksom 2 100 lysrörsarmaturer. Omkring 1 000 maskiner flyttades ut till Örsätter.
Facit AB hamnade i början av 1970-talet i en akut och djup kris vid ett teknikskifte, då försäljningen av dess mekaniska räkneapparater utsattes för hård konkurrens av en nyare teknologi, baserad på halvledare. Detta ledde till att företaget 1972 köptes av AB Electrolux under dess vd Hans Werthén. Facit tillverkade vid denna tid framför allt räknemaskiner, skrivmaskiner, datorer och kontorsmöbler, med en total omsättning av 950 miljoner kronor 1971.
De sista svensktillverkade räknemaskinerna gjordes i fabriken 1976. Några år efter Electrolux köp av Facit hade beläggningen i fabriken ökats genom att tillverkning av Electrolux diskmaskiner flyttats från Electrolux fabrik i Motala till Örsättersfabriken. Under fem år tillverkades där en kvarts miljon diskmaskiner. Sjunkande tillverkning för Facits räkning gjorde att produktionen i Örsättersfabriken i slutet av 1970-talet inriktades på legoarbete, både för utveckling och för tillverkning.
Electrolux sålde 1983 kontorsmaskintillverkningen till LM Ericsson, som hade ambitionen att skapa ett stort svenskt datorföretag, Ericsson Information Systems, baserat på Datasaab, Facit och delar av Ericsson. Projektet misslyckades och lades ned efter fem år.
År 1998 omorganiserades Örsättersfabriken till en egen enhet inom Facit, Facit Partner, vilket 1993 ombildades till det självständiga företaget Partnertech AB. Detta bedrev kontraktstillverkning i Örsätter, och senare från 2001 också i en tidigare Addo-fabrik i Vellinge, som närmast övertagits av Vellinge Elektronik.
Partnertech köptes 1998 av norska Entrenor A/S och börsnoterades senare på Stockholmsbörsen. 
År 2015 köptes Partnertech av den finländska kontraktstillverkaren Scanfil Oy, som fortsatte med legotillverkning i Örsättersfabriken.